# Brevicornu improvisum
Brevicornu improvisum är en tvåvingeart som beskrevs av Zaitzev 1992. Brevicornu improvisum ingår i släktet Brevicornu och familjen svampmyggor.
Artens utbredningsområde är Alaska. Arten är reproducerande i Sverige. Inga underarter finns listade i Catalogue of Life.